# Mike Kloser
Mike Kloser, né le 31 décembre 1959 à Dubuque (Iowa), est un coureur cycliste américain spécialiste de VTT cross-country et de VTT de descente. 
Il est admis au Mountain Bike Hall of Fame en 2002.

## Biographie
Il a brillé lors des compétitions de VTT avant que celles-ci ne soient reconnues officiellement par l'UCI.
En 1990, pour les premiers mondiaux officiels, il est médaillé d'argent de la descente à Durango (Colorado) derrière son compatriote Greg Herbold. 
Il est élu par ses pairs durant quatre ans siéger au conseil d'administration de l'UCI en tant que représentant des athlètes.
Il pratique ensuite avec succès le duathlon, les courses d'aventure et devient même double champion des États-Unis de triathlon d'hiver en 2007 et 2008.

## Vie privée
Il réside à Vail (Colorado) avec sa femme, Emily, et leurs enfants, Heidi et Christian. 

## Palmarès

### Championnats du monde
- Mammoth Mountain 1987 (officieux)
  -  Médaillé d'argent de la descente
- Crans Montana 1988 (officieux)
  -  Champion du monde de cross-country
- Durango 1990
  -  Médaillé d'argent de la descente

### Coupe du monde
- Coupe du monde de cross-country
  - 1989 (officieuse) : deuxième du classement général
  - 1990 (officieuse) : deuxième du classement général
  - 1991 : trois podiums
  - 1992 : un podium

### Championnats des États-Unis
- 1987
  - 3e du cross-country